# Equinvecchiamento
Viene definita equinvecchiamento la condizione da garantire affinché più macchinari atti allo stesso lavoro, nel corso del loro utilizzo, invecchino contemporaneamente durante loro permanenza entro una unità lavorativa.
Tale definizione viene effettuata tenendo conto che il tempo di invecchiamento di un macchinario viene calcolato basandosi sul tempo di lavoro effettivo (nel quale il macchinario si usura) di quest'ultimo.
Il concetto ha importanza soprattutto dal punto di vista dei costi di un'azienda.
La manutenzione dei macchinari, infatti, deve essere compiuta o dopo un prefissato numero di ore di funzionamento, oppure ad intervalli di tempo indicati dal costruttore. Di conseguenza, in mancanza di equinvecchiamento, i costi di gestione aumentano, perché le macchine meno usate devono comunque essere sottoposte a manutenzione, mentre quelle dotate di un maggiore stato di usura tendono ad essere sottoposte a manutenzione ad intervalli più frequenti. Inoltre, è possibile che si verifichino incrementi di fermo impianto per rotture discontinue. Infine, con la sostituzione periodica delle macchine usurate, ci si trova con macchine sì nuove, ma datate.